# Cornemuse du Centre

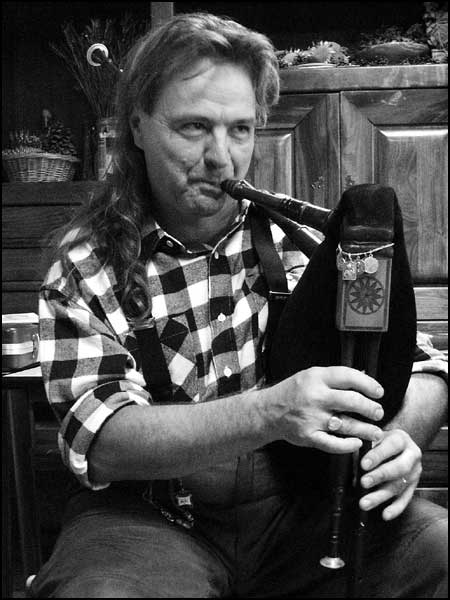
Cornemuse du Centre 16p, gespielt von Robert Amyot. (Instrumentenbauer: J. Béchonnet um 1850, mit Spielpfeife von J.-S. Maître)

Die Cornemuse du Centre ist ein in Frankreich weit verbreiteter Typus der Sackpfeife. Ursprungsregion ist dem Namen entsprechend Zentralfrankreich.

## Bauform

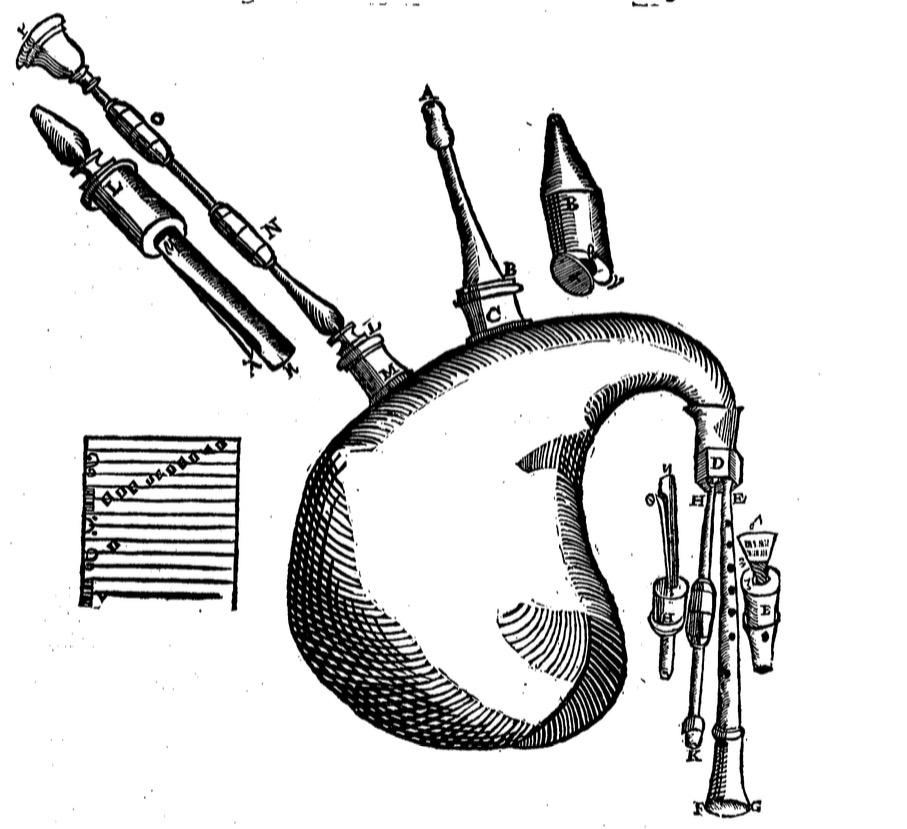
„Cornemuse rurale ou pastorale des Bergers“ aus der Harmonie universelle

Die Spielpfeife ist im Unterschied zur historischen Musette de Cour konisch gebohrt, mit Doppelrohrblatt versehen und weist sieben vorderständige, in zwei Gruppen angeordnete Grifflöcher auf. Bei modernen Instrumenten sind zwei, bei historischen Instrumenten ein hinterständiges Daumenloch zu finden. Das unterste, für den kleinen Finger vorgesehene Loch ist meist zur Seite versetzt, bei historischen Instrumenten sind oft zwei dieser Löcher vorhanden, wovon das nicht benutzte (linke oder rechte Hand unten) jeweils verschlossen wurde.
Die Bordunpfeifen sind zylindrisch gebohrt, mit Einfachrohrblatt und zwei- (kleiner Bordun) bzw. dreiteilig (großer Bordun).
Das Instrument wird über ein mit einem Ventil versehenes Anblasrohr aufgeblasen, das durch einen eigenen zylindrischen Stock mit dem Sack verbunden ist.
Der Sack ist aus einem flachen zusammengenähten Stück Leder gefertigt, bei Instrumenten des 18. und 19. Jahrhunderts aus Ziegenhaut, heute oft aus Rindsleder. Die Nähte zentralfranzösischer Dudelsäcke liegen außen und sind mit einem Lederstreifen abgedeckt. Vor allem bei historischen Instrumenten ist der Ledersack zur Dekoration mit einer dem Ausmaß der Verzierungen des Instruments entsprechend aufwändigen Hülle bedeckt.
Die für die mundgeblasene Cornemuse du Centre typische Anordnung der Bordune ist der kleine Bordun in einem mit der Spielpfeife gemeinsamen meist rechteckigen oder ovalen Spielpfeifenstock (boîtier – frz. ‚Kasten‘, ‚Gehäuse‘), während der große Bordun über der Schulter liegt. Diese Anordnung „mit einer Oboenspielpfeife und einem Klarinettenstimmer in gemeinsamer Tülle sowie einem davon getrennten Klarinettenstimmer“ kommt nur in Frankreich vor. Sie wurde in L' Harmonie Universelle (1636) von Marin Mersenne als cornemuse des bergers (‚Sackpfeife der Schäfer‘) beschrieben. Die Länge des großen Borduns wird mit 2,5 Fuß angegeben („le gros bourdon est de deux pieds & demy“) die Länge des kleinen Borduns mit einem Fuß und die Länge der Spielpfeife mit dreizehn Zoll („treize pouces“), das entspricht etwa einer modernen Stimmung in B. Mersenne gibt für dieses Instrument eine offene Griffweise an. Ein Finger nach dem anderen müsse geöffnet werden, bis zum letzten Ton, bei dem alles offen sei.

### Dekoration
Ein typisches Merkmal der Cornemuse du Centre ist die oft reiche Verzierung der Instrumente. Die Techniken dabei reichen von einfachen Zierringen aus farblich abgesetztem Holz, Horn oder Zinn an den Enden von Spielpfeife bzw. Bordunen über dunkel ausgezogene, geschnitzte feine Gravuren in Zickzack- und Dreiecks-Mustern an allen Holzteilen – nach dem Dudelsackbauer Jean Sautivet (1796–1867) benannt – bis zu sehr aufwändigen Zinnverzierungen mit religiösen und weltlichen Symbolen.

### Cornemuse Béchonnet
Joseph Béchonnet (1820–1900, ein Drechsler aus Effiat, Département Puy-de-Dôme) stellte Ende des 19. Jahrhunderts nach dem Vorbild der Illustration in Mersennes Buch Sackpfeifen von sehr hoher Qualität her. Béchonnet versah seine Instrumente mit einer dritten, kleineren Bordunpfeife, der chanterelle, eine weitere Oktave über dem kleinen Bordun klingend. Die chanterelle sitzt hinter der Spielpfeife und dem kleinen Bordun im selben Stock. Die nach ihm benannte Cornemuse Béchonnet ist typischerweise balggeblasenen und oft in G gestimmt (13 bis 18 pouce, s. u.).

## Spielweise und Stimmungen

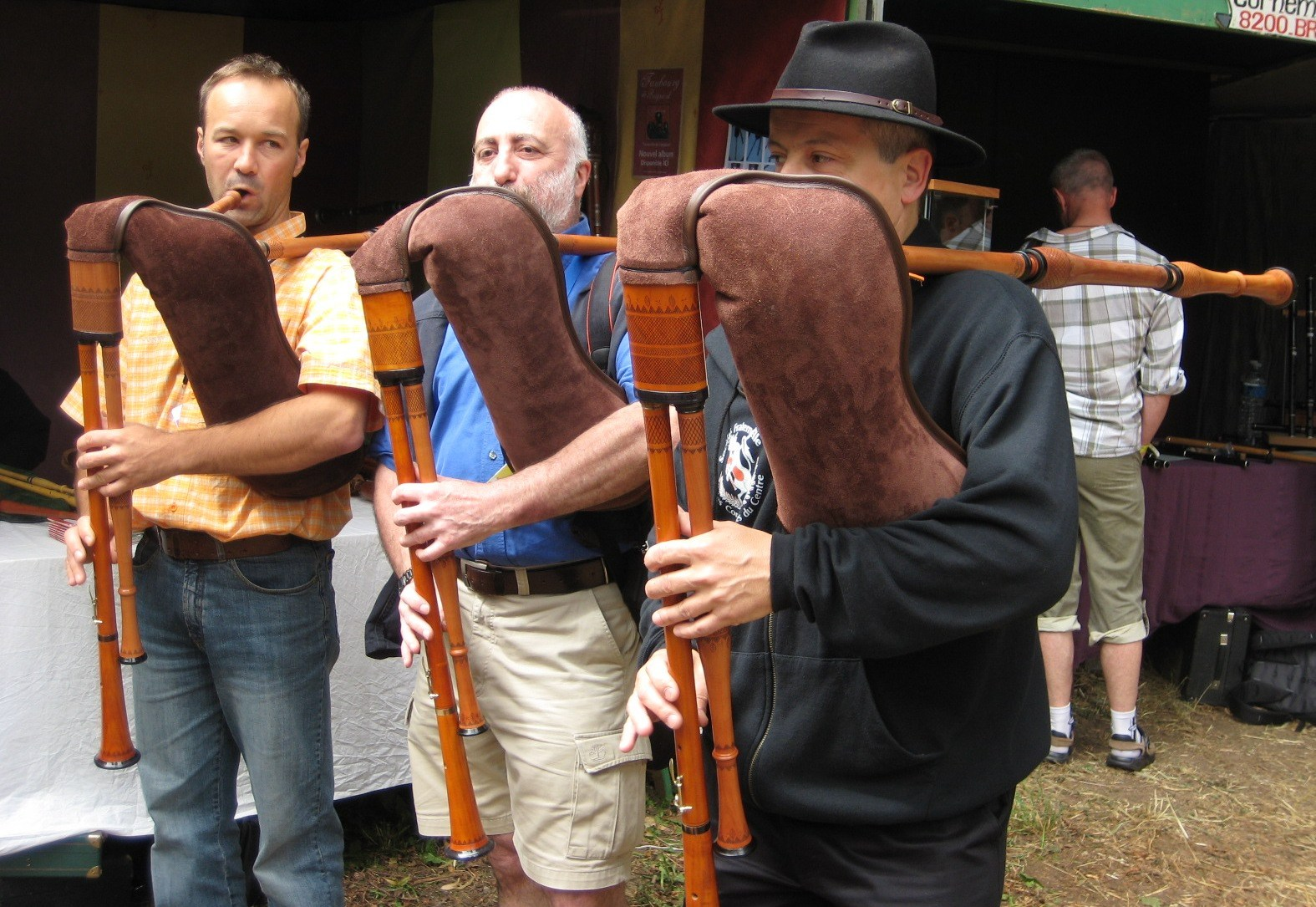
Cornemuses du Centre 26 pouces (tief A), mit „Sautivet“-Verzierungen (Instrumentenbauer: B. Blanc)

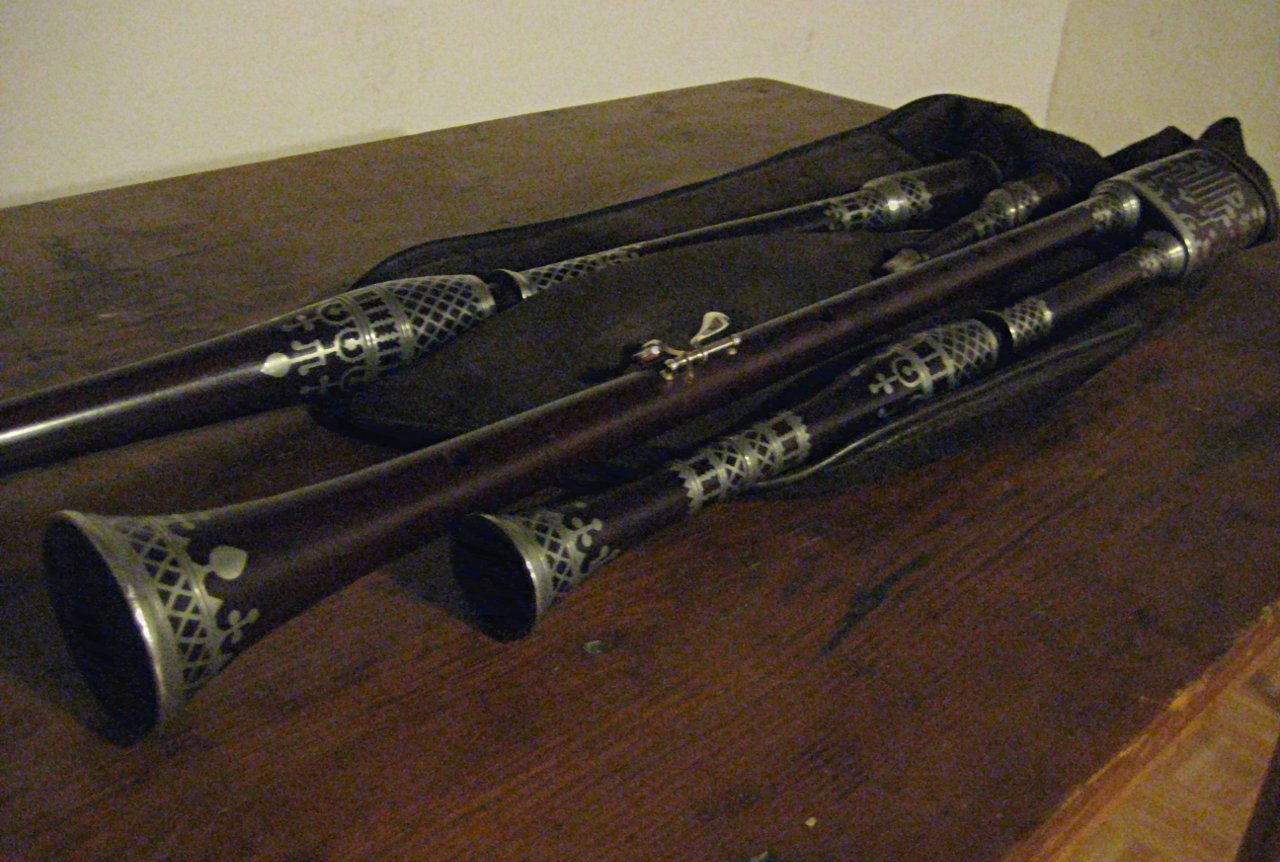
Zinnverzierte Cornemuse incrustée 23p, Replik eines historischen Instruments, ausgehendes 18. Jh. (B. Jacquemin). Original dzt. im Musée des musiques populaires, de Montluçon

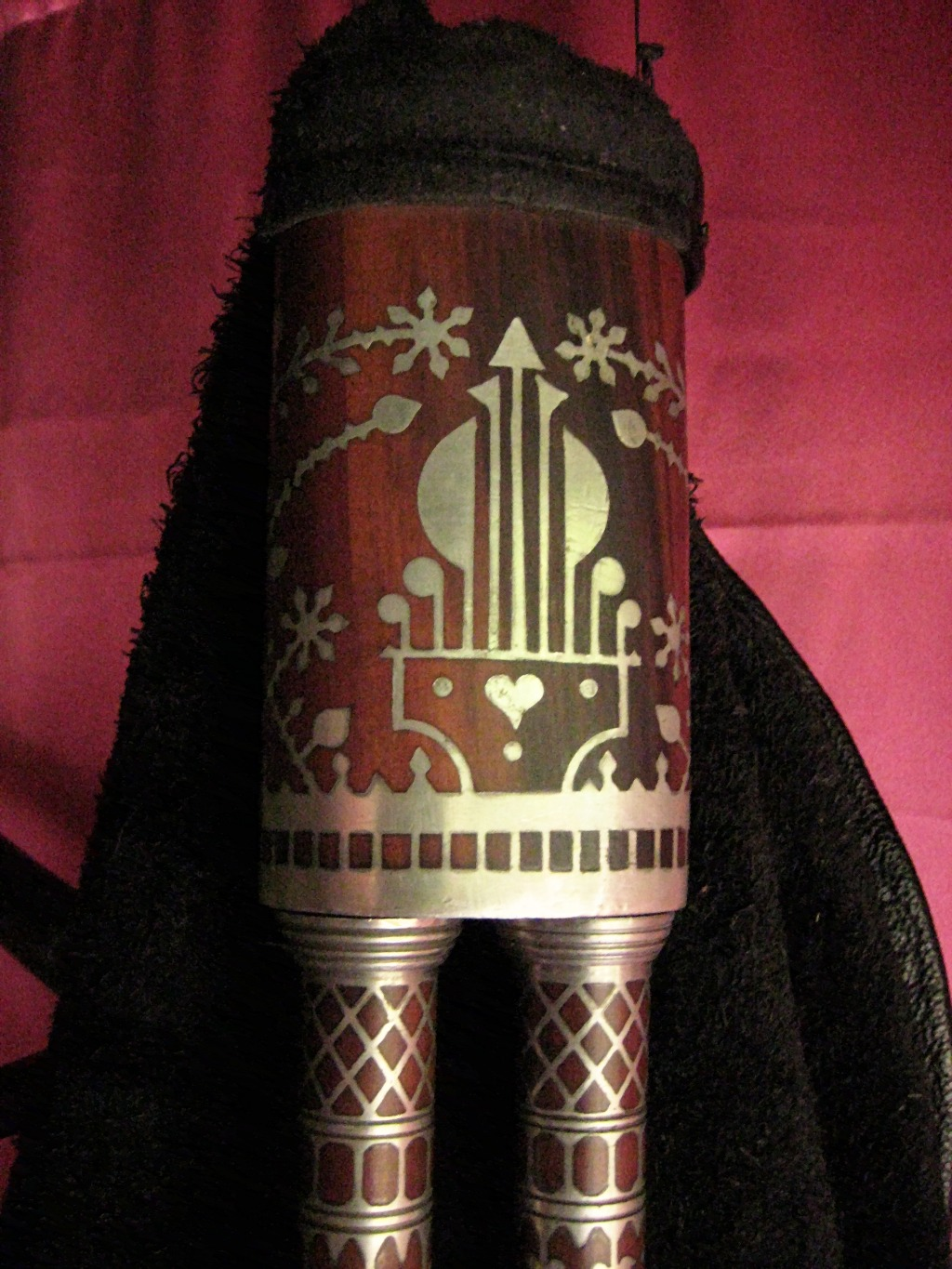
Zinnverzierter boîtier einer Cornemuse 23p. tief-C (B. Jacquemin, n. hist. Vorlage)

Der Tonumfang beträgt bei Instrumenten in hoher Stimmung heute meist eine Duodezime, vom Ganzton unter dem Grundton bis zur Quarte über der Oktave. Die Töne oberhalb der Oktave werden durch Überblasen gespielt, bei tiefen Instrumenten ist dies oft nur bis zur kleinen Terz möglich.
Die Spielpfeife moderner Instrumente ist in der Regel ohne Klappen chromatisch spielbar, oft mit der Ausnahme der kleinen Sekunde über dem Grundton sowie deren Oktave. Der Halbton unter dem Grundton ist durch halb Decken des untersten Grifflochs oder mit Hilfe einer Klappe spielbar.
Die Griffweise ist bei Stimmungen höher als D (d. h. kleiner als 20 pouces) meist halbgeschlossen, bei tieferen Instrumenten in der Regel offen. Der kleine Bordun erklingt eine, der große Bordun zwei Oktaven tiefer als der Grundton der Spielpfeife.
Cornemuses du Centre gab und gibt es in unterschiedlichen Stimmungen, sie werden entsprechend der nominellen Länge der Spielpfeife in pouces (frz. „Daumen“, entspricht der Maßeinheit des französischen Zoll mit 27,07 mm) angegeben.
Grundtöne sind je nach Region oft G (cornemuse 16 pouces) oder D (20 p), bzw. F (18 p) oder C (23 p), wobei auch andere Stimmungen mehr oder weniger häufig anzutreffen sind. Die tiefsten gebauten Instrumente dieses Typs sind Cornemuses du Centre 30 pouces (tief-G), die höchsten ca. 10 pouces (mit Grundton h bis zu d).
Es wurden Paare von Instrumente gefunden, die aufgrund ihrer Herstellung und sorgfältiger Abstimmung aufeinander nahelegen, dass mit Cornemuses du Centre im 18./19. Jahrhundert sowohl unisono, im Oktavabstand als auch polyphon zusammen gespielt wurden.
Häufige Praxis ist außerdem das Zusammenspiel der Cornemuse du Centre mit der Drehleier, einem anderen Borduninstrument.
Es wird der Cornemuse du Centre oft eine enge Verwandtschaft mit der flämischen Sackpfeife oder der Schäferpfeife nachgesagt. Dies ist allerdings nur eine Folge der derzeitigen Praxis der Hersteller, die Standardspielpfeife der französischen Cornemuse du Centre als Vorbild für die sogenannten „flämischen“ Spielpfeifen zu nehmen.

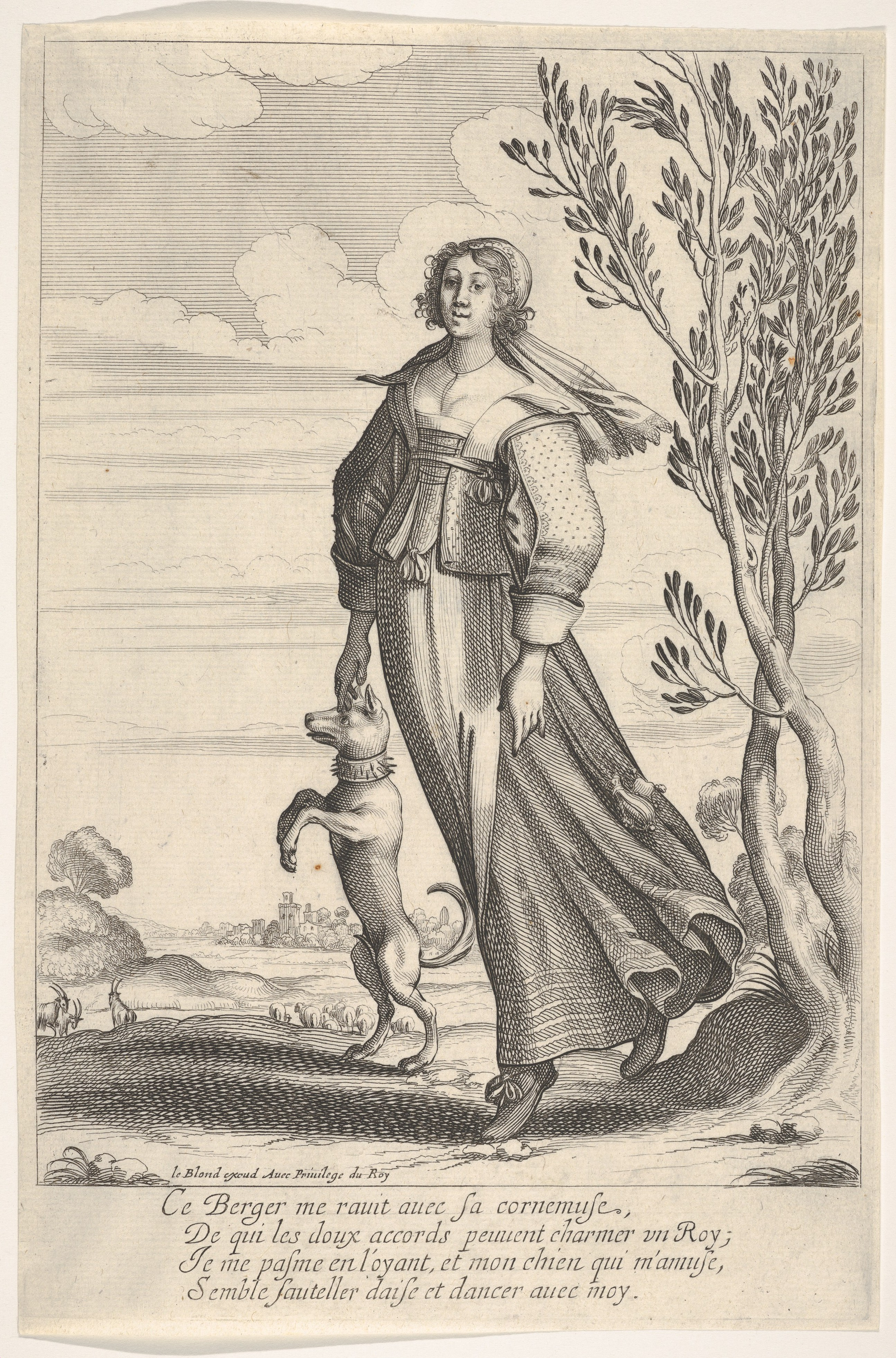
Abraham Bosse: Dame mit Hund, die zum Klang einer Cornemuse tanzen (um 1640). Metropolitan Museum of Arts, New York (MET DP834196)